# Promises (chanson de Calvin Harris et Sam Smith)
Singles par Calvin Harris
One Kiss
(2018) I Found You
(2018)
Singles par Sam Smith
Baby, You Make Me Crazy
(2018) Fire on Fire
(2018)
Promises est une chanson du producteur écossais Calvin Harris et du chanteur anglais Sam Smith, sortie le 17 août 2018. La chanson atteint la première place des classements britanniques, devenant le dixième no 1 pour Calvin Harris et le septième pour Sam Smith.

## Liste des pistes
| 1. | Promises | 3:33 |

| 1. | Promises (Extended Mix) | 8:27 |

| 1. | Promises                | 3:33 |
| 2. | Promises (Extended Mix) | 8:27 |

| 1. | Promises (Sonny Fodera Extended Remix) | 6:19 |

| 1. | Promises (David Guetta Extended Remix) | 7:53 |

| 1. | Promises (David Guetta Remix)              | 3:10 |
| 2. | Promises (MK Remix)                        | 4:19 |
| 3. | Promises (Sonny Fodera Remix)              | 3:57 |
| 4. | Promises (Illyus & Barrientos Remix)       | 4:42 |
| 5. | Promises (Franky Rizardo Remix)            | 4:26 |
| 6. | Promises (Mousse T.'s Disco Shizzle Remix) | 3:30 |
| 7. | Promises (Offaiah Remix)                   | 3:09 |
| 8. | Promises (Sonny Fodera Disco Mix)          | 3:57 |

| 1. | Promises (David Guetta Extended Remix)              | 7:53 |
| 2. | Promises (MK Extended Remix)                        | 8:01 |
| 3. | Promises (Sonny Fodera Extended Remix)              | 6:19 |
| 4. | Promises (Illyus & Barrientos Extended Remix)       | 6:00 |
| 5. | Promises (Franky Rizardo Extended Remix)            | 7:13 |
| 6. | Promises (Mousse T.'s Extended Disco Shizzle Remix) | 6:26 |
| 7. | Promises (Offaiah Extended Remix)                   | 7:02 |
| 8. | Promises (Sonny Fodera Extended Disco Mix)          | 4:42 |
| 9. | Promises (Extended mix)                             | 8:27 |

## Classements hebdomadaires
| Classements (2018-2019)                 | Meilleure position |
| --------------------------------------- | ------------------ |
| Allemagne (Media Control AG)            | 2                  |
| Australie (ARIA)                        | 4                  |
| Autriche (Ö3 Austria Top 40)            | 6                  |
| Belgique (Flandre Ultratop 50 Singles)  | 1                  |
| Belgique (Wallonie Ultratop 50 Singles) | 2                  |
| Canada (Hot 100)                        | 15                 |
| Danemark (Tracklisten)                  | 4                  |
| Écosse (OCC)                            | 1                  |
| Espagne (PROMUSICAE)                    | 52                 |
| États-Unis (Hot 100)                    | 65                 |
| Finlande (Suomen virallinen lista)      | 8                  |
| France (SNEP)                           | 12                 |
| France (SNEP Ventes)                    | 2                  |
| Irlande (IRMA)                          | 1                  |
| Italie (FIMI)                           | 6                  |
| Nouvelle-Zélande (RMNZ)                 | 7                  |
| Norvège (VG-lista)                      | 5                  |
| Pays-Bas (Nederlandse Top 40)           | 2                  |
| Pays-Bas (Single Top 100)               | 4                  |
| Portugal (AFP)                          | 9                  |
| Royaume-Uni (UK Singles Chart)          | 1                  |
| Suède (Sverigetopplistan)               | 3                  |
| Suisse (Schweizer Hitparade)            | 3                  |